# Leordeni
Leordeni est une commune du județ d'Argeș en Roumanie. Elle est accessible par la
Route Transfăgăraș.
La région de Leornedi est connue pour son vignoble. La ville est un lieu de production de vin roumain.
Le médecin et ancien Premier ministre Nicolae Cretulescu ou Nicolae Kretzulescu, né le 1er mars 1812 à Bucarest, est mort le 26 juin 1900 à Leordeni.